# William J. Cook
William John Cook (New Jersey, 1957. október 18. –) amerikai operációkutató és matematikus, az Ontario-i University of Waterloo Combinatorics and Optimization tanszékének professzora  2013 januárja óta. Az utazó ügynök problémájáról (TSP) szóló munkáiról ismert, és egyik szerzője a Concorde TSP   feladatokat megoldó programnak.

## Pályafutása
Egyetemi tanulmányait a Rutgers Egyetemen végezte, ahol 1979-ben szerzett diplomát matematikából. Mester fokozatát operációkutatásban szerezte meg a Stanford Egyetemen. 1980-ban Waterloo-i egyetemre került, ahol 1983-ban doktorált kombinatorikából és optimalizálásból U.S.R. Murty irányítása alatt . Posztdoktori tanulmányait Bonnban végezte, és ezalatt Magyarországra is többször ellátogatott.
1985-ben a Cornell Egyetemen, 1987-ben  a Columbia Egyetemen, majd 1988-ban a Bell Communications Research-ben dolgozott. 1994-ben John von  Neumann professzornak nevezték ki Bonnban,  1996-ban pedig a Rice Egyetemen Noah Harding professzornak. 2002-ben a Georgia Tech-re került.
Alapító főszerkesztője a Mathematical Programming Computation folyóiratnak  (2008-tól), és  főszerkesztője volt a Mathematical Programming (B)-nek (1993-2003), valamint Mathematical Programming (A)-nak (2003-2007).

## Díjak és kitüntetések
2000-ben a Mathematical Programming Society,  Beale-Orchard-Hays díjával tüntették ki,  és   könyve, "The Travelling Salesman Problem: A Computational Study" nyerte az INFORMS Frederick W. Lanchester díjat  2007-ben.
A Society for Industrial and Applied Mathematics társaság tagja lett 2009-ben, és az Institute for Operations Research and the Management Sciences (INFORMS) tagja 2010-ben. 2011-ben beválasztották a National Academy of Engineering-be és 2012-ben az Amerikai Matematikai Társulatba (American Mathematical Society).

## Válogatott publikációk

### Könyvek
- Combinatorial Optimization (with William Cunningham, William R. Pulleyblank, and Alexander Schrijver, John Wiley and Sons, 1998)
- The Traveling Salesman Problem: A Computational Study (with David L. Applegate, Robert E. Bixby, and Václav Chvátal, Princeton University Press, 2006; Frederick W. Lanchester Prize, 2007)[7]
- In Pursuit of the Traveling Salesman: Mathematics at the Limits of Computation, Princeton University Press, 2012.